# Oh Ye-ju
Oh Ye-ju (en hangul, 오예주; Seúl, 5 de octubre de 2004) es una actriz y modelo publicitaria surcoreana.

## Carrera
Tras graduarse en la escuela secundaria de Pungdeok, en 2024 estudiaba Entretenimiento y Radiodifusión en el departamento de Artes Escénicas de la universidad femenina Dongduk.
Empezó su carrera como modelo publicitaria. Cuando era aún estudiante de secundaria, después de una audición callejera se unió a una agencia especializada en actores infantiles. Desde 2019 ha prestado su imagen a una gran cantidad de campañas de toda clase, incluyendo también publicidad institucional del Ministerio de Salud surcoreano, acompañando al actor y cantante Rain. Precisamente, este último anunció en octubre de 2020 que su propia agencia Rain Company la había reclutado, lo que disparó el interés de los medios por la hasta entonces, fuera del mundo publicitario, desconocida Oh. De hecho, se trataba de la primera actriz que contrataba la agencia hasta entonces unipersonal de Rain, quien participó en el proceso después de asistir a una audición de la joven aspirante a actriz.
Debutó en televisión en 2021 con un pequeño papel en El amor es como el chachachá. En el sexto episodio de esta serie aparecía como el personaje de Yoon Hye-jin, la protagonista, en su edad adolescente, cuando era estudiante de secundaria. Según un comentarista, «a pesar de ser una recién llegada, los ojos profundos y las habilidades de actuación de Oh Ye-joo fueron suficientes para dejar una breve pero fuerte impresión en quienes la vieron».
Su primer drama histórico fue Bajo el paraguas de la reina, en 2022, donde interpretaba el personaje de la audaz y decidida Yoon Cheong-ha, la hija mayor del ministro de asuntos militares. Pese a su escasa presencia en pantalla, que de todos modos aumenta en la segunda mitad de la serie, de nuevo logró llamar la atención de los espectadores.
Tras una primera experiencia en un filme independiente, debutó en cine comercial en 2024 con Troll Factory. Su personaje es el de Lee Eun-chae, una estudiante universitaria que queda atrapada en un incidente de manipulación de la opinión pública en línea. En ese mismo año multiplicó sus apariciones en pantalla con varias series: No hay amor desinteresado, Gangnam, bajos fondos y Love Your Enemy; en la primera y la última es la versión adolescente del personaje femenino principal (Shin Min-a y Jung Yu-mi, respectivamente), mientras que en la segunda es la hija del protagonista. El potencial de Oh quedó demostrado en un sondeo entre productores y directores realizado en diciembre de 2024 por el canal de noticias de MBC. El modo en que interpretó el difícil papel de Kang Ye-seo en Gangnam, bajos fondos le valió ser elegida por la directora y guionista Park Nu-ri como una de las posibles estrellas de la próxima generación.

## Filmografía

### Cine
| Año  | Título        | Hangul   | Papel        | Notas                      | Ref.         |
| ---- | ------------- | -------- | ------------ | -------------------------- | ------------ |
| 2021 | Aporia        | 아포리아 |              | Cortometraje independiente | [ 10 ]       |
| 2024 | Troll Factory | 댓글부대 | Lee Eun-chae |                            | [ 6 ] [ 11 ] |

### Series de televisión
| Año  | Título                       | Papel                  | Canal   | Notas                 | Ref.                |
| ---- | ---------------------------- | ---------------------- | ------- | --------------------- | ------------------- |
| 2021 | El amor es como el chachachá | Yoon Hye-jin de joven  | tvN     |                       | [ 12 ]              |
| 2022 | Showtime Begins!             | Go Seul-hae de joven   | MBC     |                       | [ 13 ]              |
| 2022 | Bajo el paraguas de la reina | Yoon Cheong-ha         | tvN     |                       | [ 14 ] [ 5 ] [ 15 ] |
| 2023 | The Matchmakers              | Jo Ye-jin              | KBS2    |                       | [ 16 ] [ 17 ]       |
| 2024 | No hay amor desinteresado    | Son Hae-young de joven | tvN     | Aparición especial    | [ 18 ]              |
| 2024 | Gangnam, bajos fondos        | Kang Ye-seo            | Disney+ | Serie web             | [ 19 ] [ 7 ] [ 20 ] |
| 2024 | Love Your Enemy              | Yoon Ji-won de joven   | tvN     |                       | [ 8 ] [ 21 ] [ 22 ] |
| 2024 | To My Lonely Sister          | Yoo Ha-neul            | KBS2    | Drama Special, un ep. | [ 18 ] [ 23 ]       |